# Amadeus-Verleihung 2012
Die 12. Verleihung des Amadeus Austrian Music Award 2012 fand am 1. Mai 2012 im Volkstheater in Wien statt.
Nachdem die Preisverleihungen für die Jahre 2009 und 2010 im Herbst des jeweiligen Jahres stattfanden, wurde die Veranstaltung für das Jahr 2011 wieder in den darauf folgenden Frühling verlegt. Nominiert werden konnten Produktionen aus dem Zeitraum von Juni 2010 bis Dezember 2011. Am 21. Februar 2012 gab der Verband der österreichischen Musikwirtschaft (IFPI) die Nominierungen bekannt. Das Voting-System und die Kategorien blieben unverändert.
Moderiert wurde die Verleihung von Bianca Schwarzjirg und Manuel Rubey. Live-Auftritte gab es von den Trackshittaz, M185, Den jungen Zillertalern, Jason Mraz, auch im Duett mit Saint Lu, Hubert von Goisern und Wolfgang Ambros.

## Nominierte und Preisträger

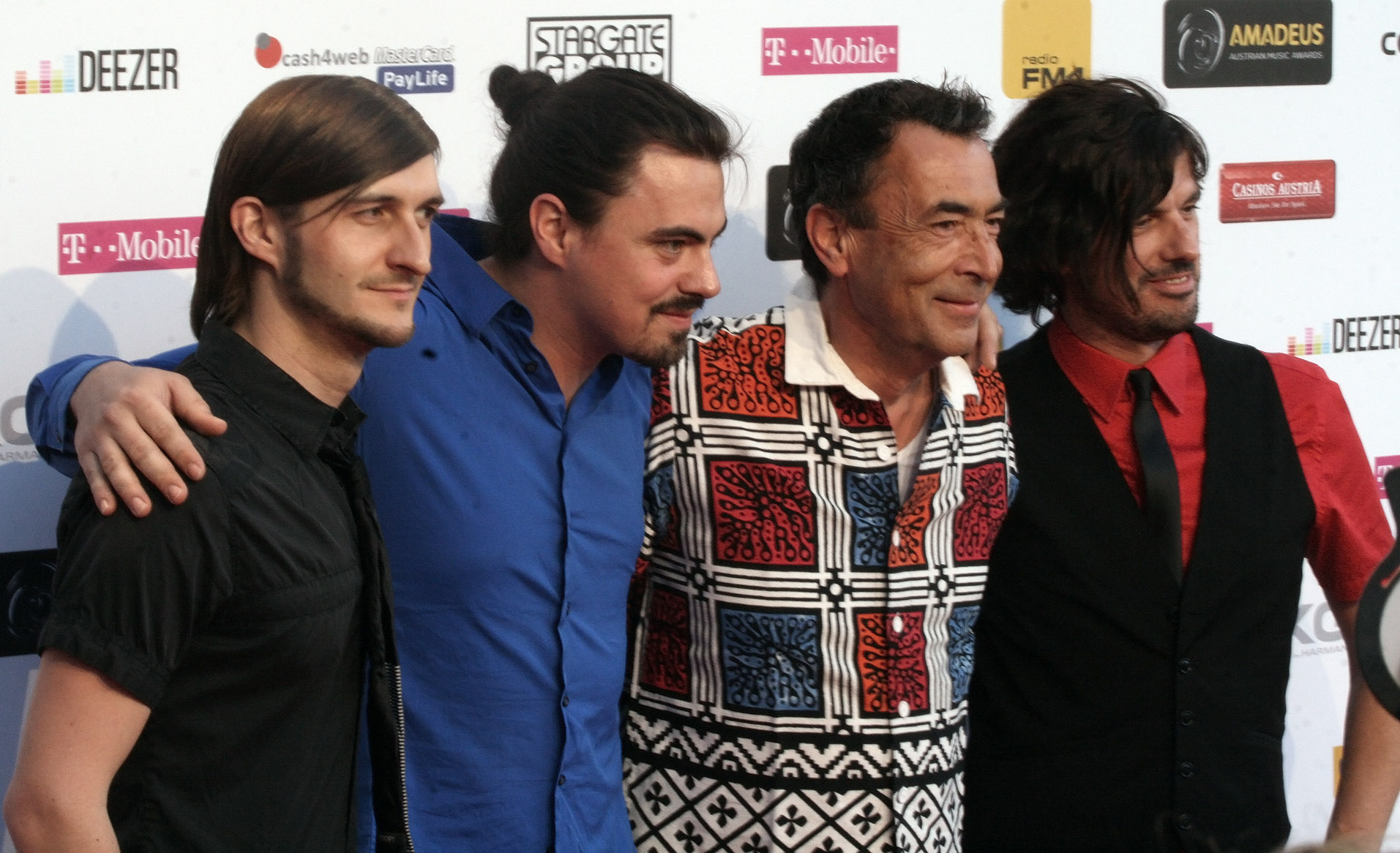
Hubert von Goisern und Band

### Album des Jahres
Preisträger
- Hubert von Goisern mit EntwederUndOder

Weitere Nominierte:
- Ja, Panik für DMD KIU LIDT
- Trackshittaz für Oidaah Pumpn Muas's
- Elektro Guzzi für Parquet
- Andreas Gabalier für Volks Rock'n'Roller

### Song des Jahres
Preisträger
- Holstuonarmusigbigbandclub mit Vo Mello bis ge Schoppornou

Weitere Nominierte:
- Hubert von Goisern für Brenna tuats guat
- Trackshittaz für Oida taunz!
- Andreas Gabalier für Sweet Little Rehlein

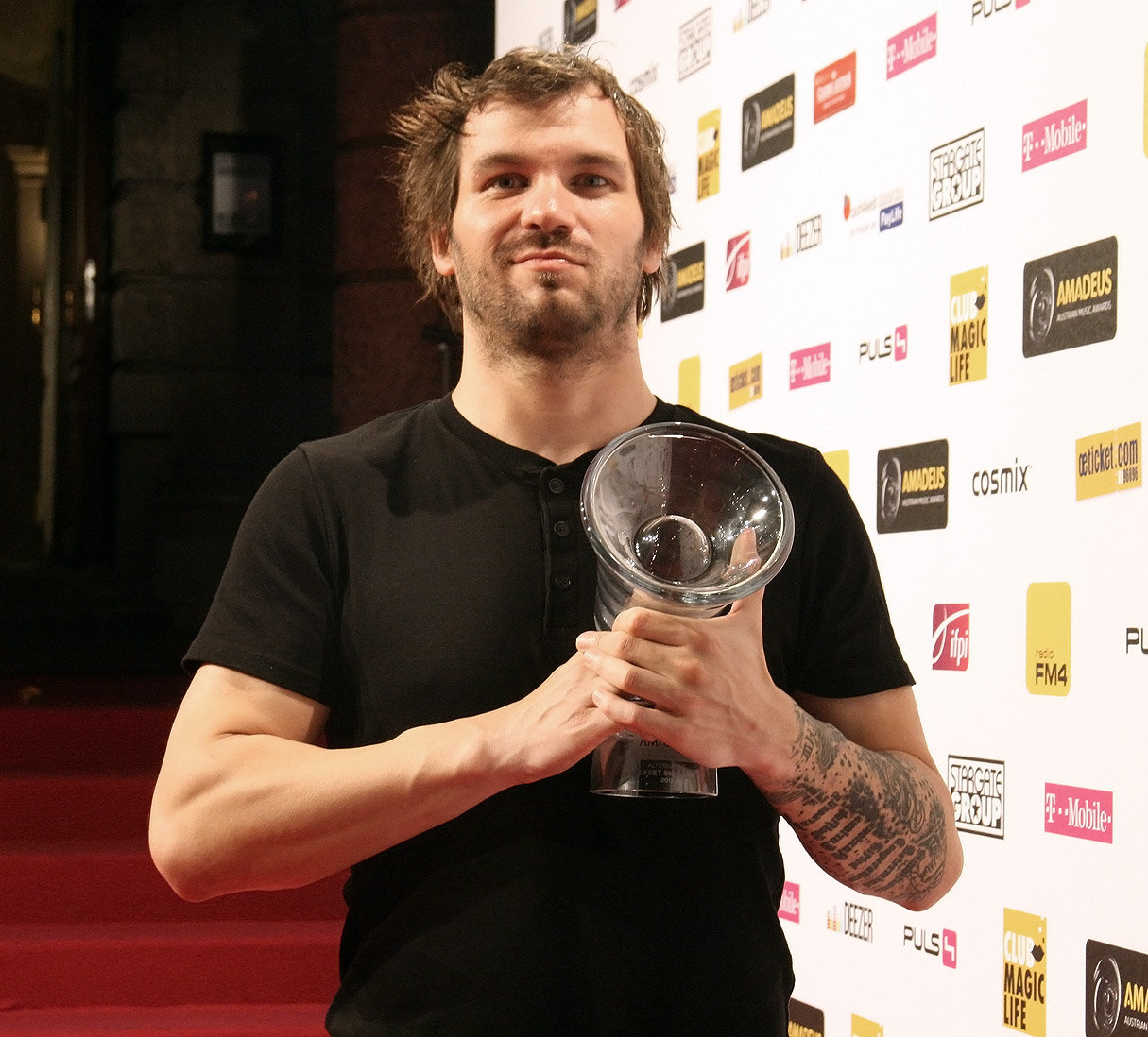
3 Feet Smaller

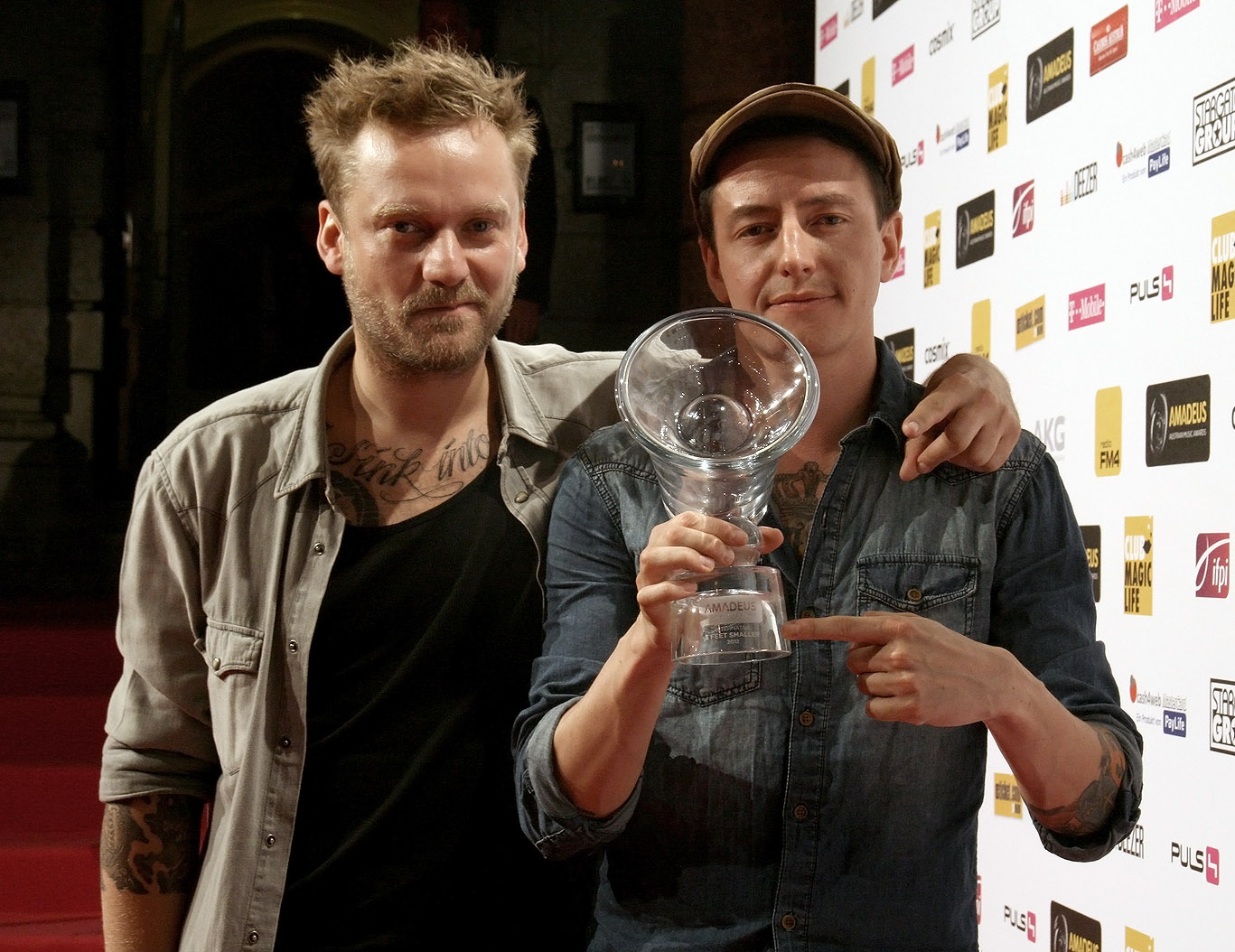
3 Feet Smaller

- Herr Tischbein für Sympathie

### Alternative

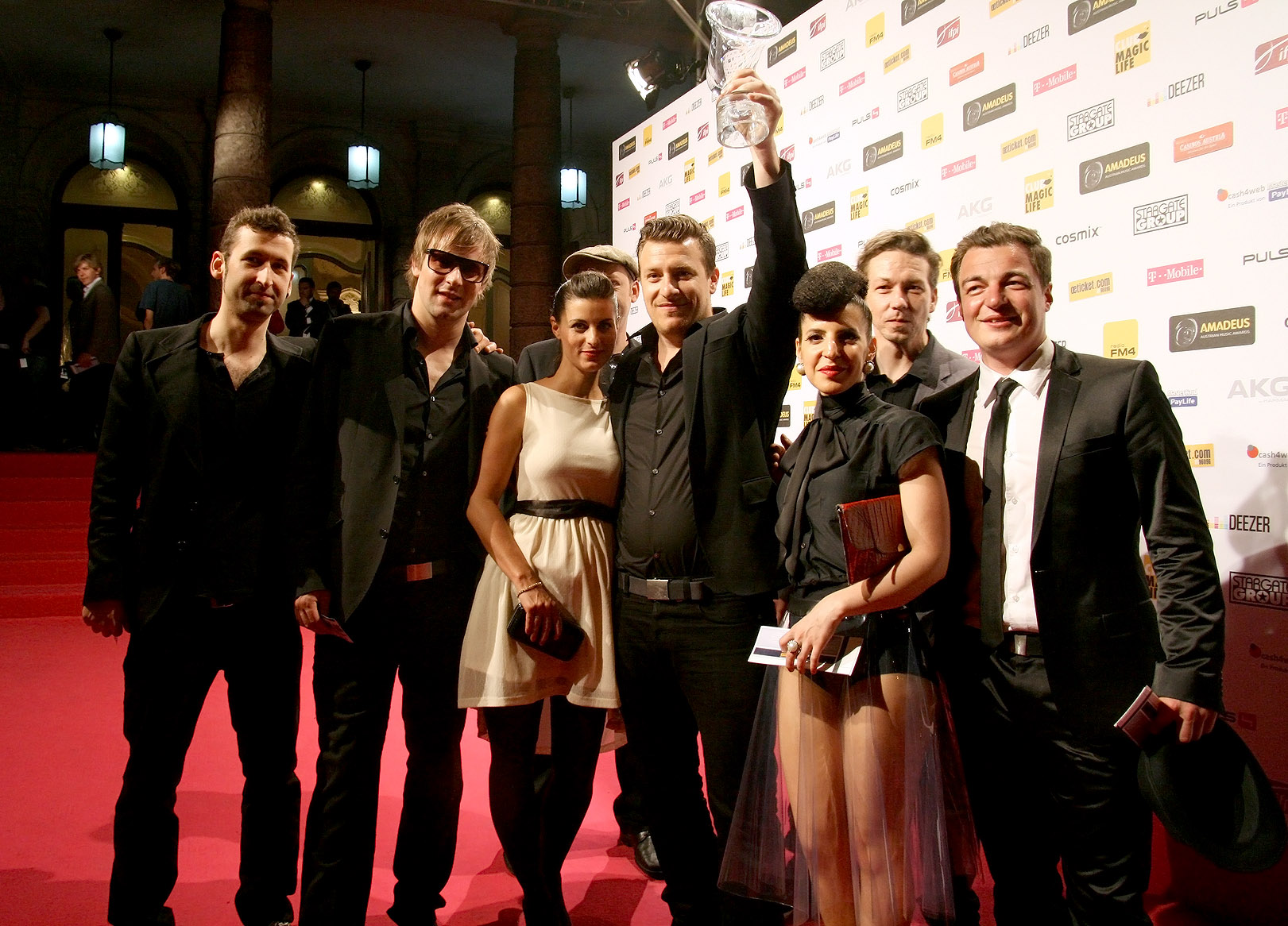
Parov Stelar

Preisträger
- 3 Feet Smaller

Weitere Nominierte:
- Attwenger
- Der Nino aus Wien
- Ja, Panik
- Kreisky

### Electronic/Dance
Preisträger
- Parov Stelar

Weitere Nominierte:
- Dorian Concept
- Elektro Guzzi
- Rene Rodrigezz
- Wolfram

### Hard & Heavy

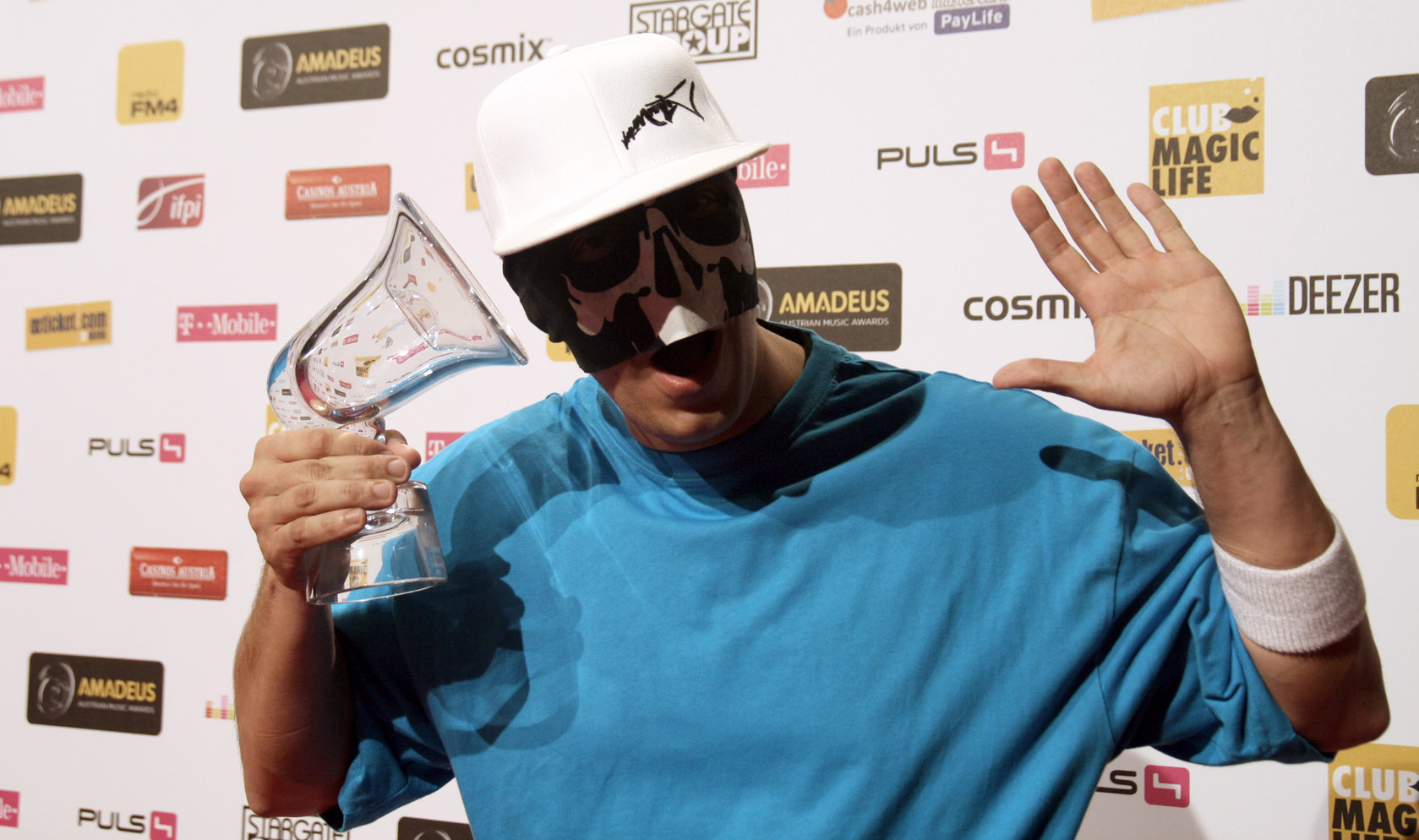
Einer der Vamummtn („Zwara“)

Preisträger
- Krautschädl

Weitere Nominierte:
- Alkbottle
- Marrok
- Roterfeld
- The Sorrow

### HipHop/R'n'B

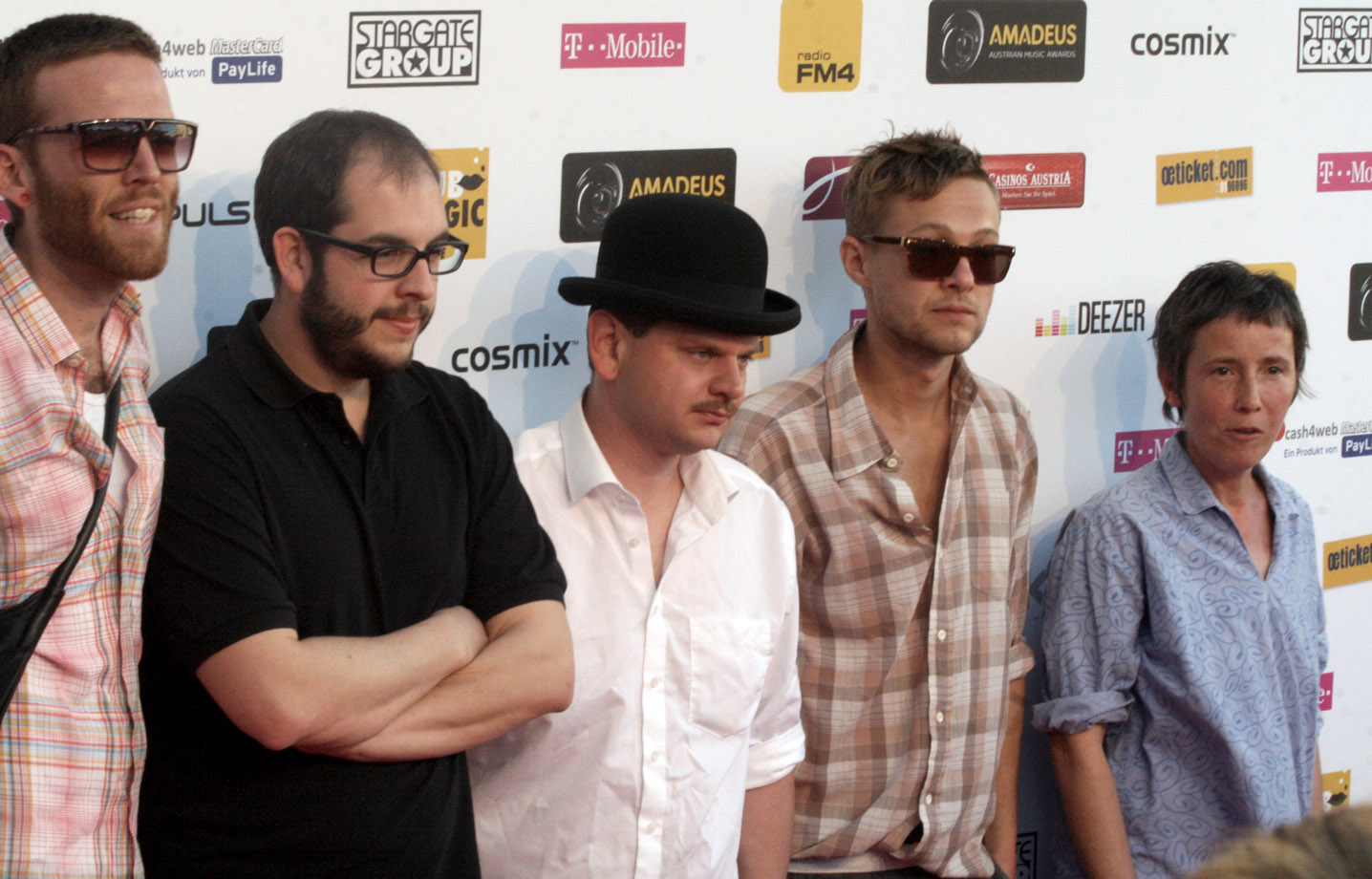
5/8erl in Ehr’n

Preisträger
- Die Vamummtn

Weitere Nominierte:
- Brenk Sinatra
- Hinterland
- Kayo
- Texta

### Jazz/World/Blues
Preisträger
- 5/8erl in Ehr’n

Weitere Nominierte:
- Ernst Molden
- Georg Breinschmid
- Harri Stojka
- Otto Lechner & Klaus Trabitsch

### Pop/Rock

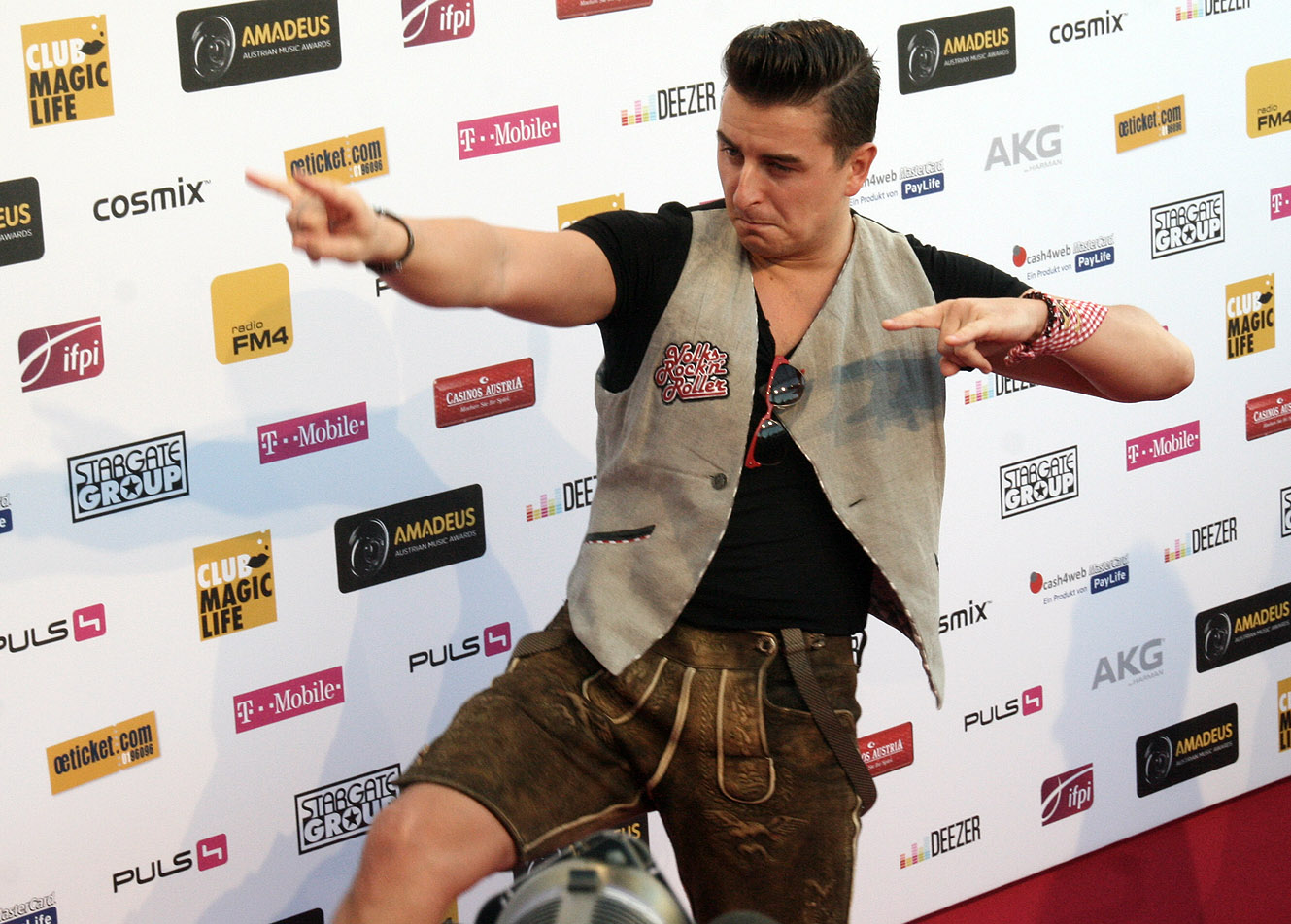
Andreas Gabalier

Preisträger
- Hubert von Goisern

Weitere Nominierte:
- !DelaDap
- Holstuonarmusigbigbandclub
- Trackshittaz
- Violetta Parisini

### Schlager
Preisträger
- Andreas Gabalier

Weitere Nominierte:
- Marco Ventre
- Nik P.
- Nockalm Quintett
- Semino Rossi

### Volkstümliche Musik
Preisträger
- Die jungen Zillertaler

Weitere Nominierte:
- Edlseer
- Hansi Hinterseer
- Marc Pircher
- Die Seer

### Best Live Act by oeticket.com
Preisträger
- Andreas Gabalier

Weitere Nominierte:
- 3 Feet Smaller
- Attwenger
- Bauchklang
- Elektro Guzzi

### FM4 Award
Preisträger
- M185

Weitere Nominierte:
- Attwenger
- Die Au
- Bensh
- Bo Candy & His Broken Hearts
- BumBum Biggalo
- Clara Luzia
- Deckchair Orange
- Effi
- Elektro Guzzi
- Eloui
- Francis International Airport
- Ginga
- Hinterland
- Ja, Panik
- Kayo
- Kreisky
- Maur Due & Lichter
- Mika Vember
- Der Nino aus Wien
- Rambo Rambo Rambo
- SAEDI
- Sawoff Shotgun
- Texta
- Wolfram

### Lebenswerk
- Ludwig Hirsch